# Eges (Macedònia)
Eges (grec antic: Αἰγαί, Aigái) fou l'antiga capital del Regne de Macedònia, situada a la via Egnàcia, a la regió que unia les províncies de la costa amb l'alta Macedònia, Lincestis i Pelagònia. Està situada al costat de la població moderna de Vergina.

## Història
El temènida Perdicas I (segle vii aC) la va establir com a residència reial, i hi va construir unes murades. Els reis hi foren enterrats, i alguns fins i tot portats d'altres llocs. El rei Arquelau I de Macedònia (413 aC-399 aC) va traslladar la capital a Pel·la, però Eges va romandre com a capital cerimonial, i els reis la visitaven freqüentment per cerimònies religioses.
A la ciutat foren enterrats Filip II de Macedònia i tots els altres reis anteriors. Filip hi fou assassinat el 336 aC i Alexandre el Gran proclamat al seu lloc. Únicament Alexandre fou enterrat fora d'Eges. La llegenda ja deia que la dinastia s'acabaria el dia en què el seu rei no fos enterrat a la ciutat.
La necròpoli reial fou saquejada en temps de Pirros de l'Epir pels seus mercenaris gals, que cercaven tresors.

## Arqueologia
Les excavacions es van iniciar al segle xix i dels anys 30 del segle xx ençà ja no s'han aturat. Es conserven restes del palau, el teatre, i un temple a la mare dels déus Euclea, entre d'altres. Entre les tombes, les més importants són les de la reina Eurídice, mare de Filip II, i la del mateix Filip amb el sol de Vergina, que en ser col·locat a la bandera de Macedònia va portar al conflicte amb Grècia i va obligar aquell país a canviar formalment el seu nom a Antiga república iugoslava de Macedònia. Fou descoberta per l'arqueòleg grec Manolis Andronikos, que hi va treballar fins al 1977. Al costat de les tombes s'ha construït un museu.